# Waldir Maranhão

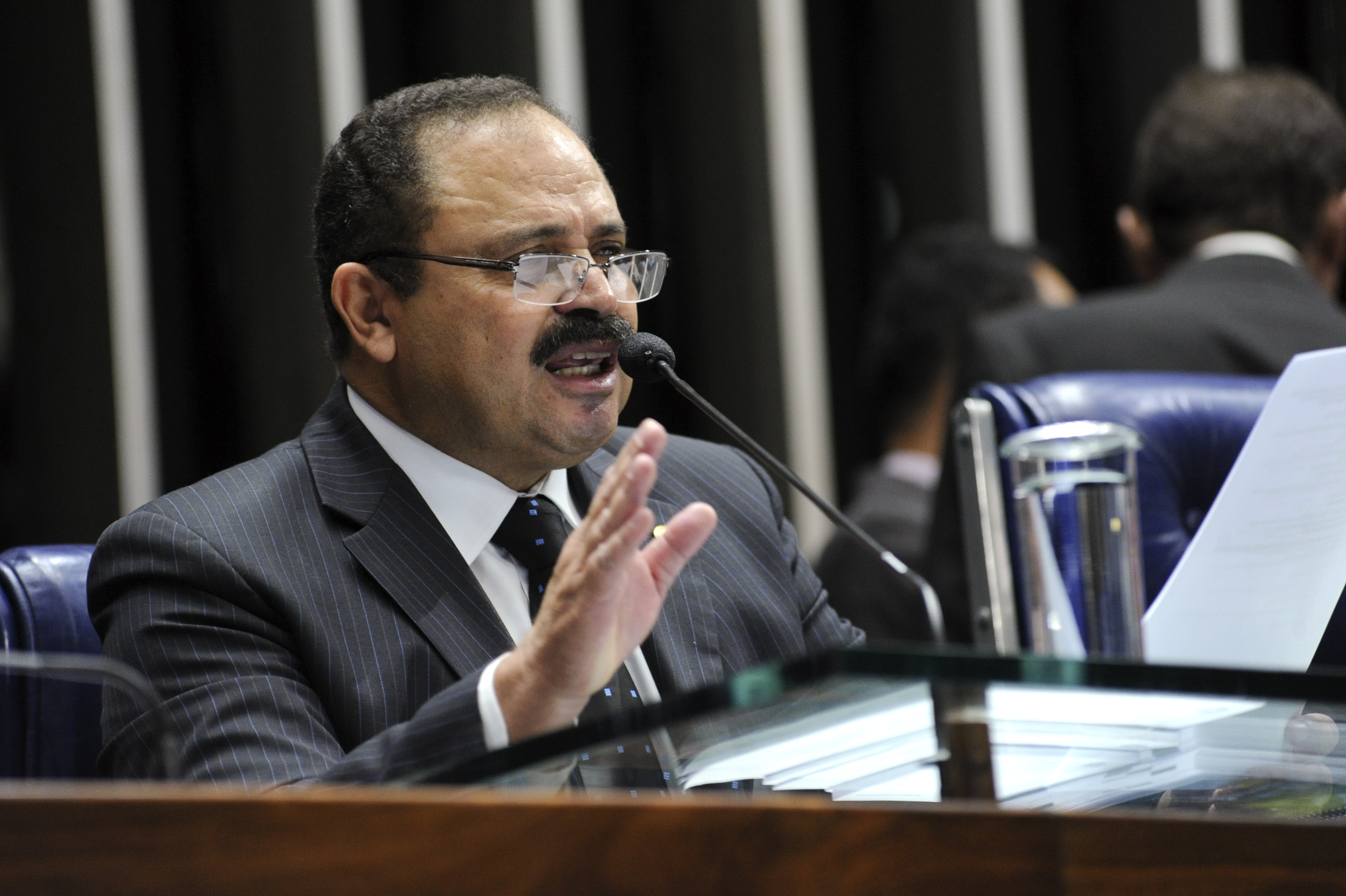
Waldir Maranhão, 2015

Waldir Maranhão Cardoso (* 4. August 1955 in São Luís, Maranhão) ist ein brasilianischer Veterinärmediziner und Politiker der Partido Progressista (PP). Er war Rektor der Universidade Estadual do Maranhão, bevor er 2006 zum Bundesabgeordneten seines Heimatstaates in die Abgeordnetenkammer des Nationalkongresses gewählt wurde.
Vom 1. Februar 2015 bis zum 2. Februar 2017 war er Vizepräsident der Abgeordnetenkammer und amtierte zwischen dem 5. Mai und dem 14. Juli 2016 nach der Amtsenthebung von Eduardo Cunha als interimistischer Präsident der Kammer.

## Leben
Waldir Maranhão Cardoso, der Sohn von João Batista Cardoso und Diogenes Maranhão Cardoso, besuchte das Liceu Maranhense in São Luís bis 1974 und nahm 1979 ein Studium der Veterinärmedizin auf, das er 1985 mit Spezialisierung auf Pathologie als Magister der Tiermedizin an der Universidade Federal de Minas Gerais (UFMG) in Belo Horizonte abschloss.
Von 1991 bis 1993 war er Vizerektor der Universidade Estadual do Maranhão (UEMA) in São Luís und 1994 sowie von 2003 bis 2006 deren Rektor.

## Politische Laufbahn und Parteienwechsel
Von 1985 bis 1986 gehörte er der Partido Democrático Trabalhista (PDT) an, wechselte zur Partido Socialista Brasileiro (PSB) von 1986 bis 1988, dann von 1988 bis 2005 zur Partido Trabalhista Brasileiro (PTB) und erneut von 2005 bis 2007 zur PSB. Für diese erreichte er mit 64.286 Stimmen (2,23 %) sein erstes Mandat von 2007 bis 2011 für die 53. Legislaturperiode bei den Wahlen in Brasilien 2006 als einer der drei Bundesabgeordneten seines Heimatstaates Maranhão. Für sein zweites Mandat von 2011 bis 2015 in der 54. Legislaturperiode war er bereits früh zur Partido Progressista (PP), der Fortschrittspartei, gewechselt und erhielt bei den Wahlen 2010 106.646 Stimmen (3,5 %). Mit der PP erlangte er bei den Wahlen 2014 mit 66.274 Stimmen (2,16 %) auch das Mandat für die 55. Legislaturperiode von 2015 bis 2019.
Bei den Kommunalwahlen 2008 bewarb er sich um das Amt des Stadtpräfekten (Bürgermeister) der Stadt São Luís in Maranhão, landete jedoch mit 2644 erhaltenen Stimmen (0,5 %) auf dem 9. Platz.

## Regierungskrise im Jahr 2016
Am 17. April 2016 hatte Waldir Maranhão im Abgeordnetenhaus gegen die Eröffnung eines Amtsenthebungsverfahren für die Präsidentin Dilma Rousseff (impeachment de Dilma Rousseff) gestimmt, was mit 367 Stimmen gegen 137 Gegenstimmen beschlossen wurde.
Nachdem Parlamentspräsident Eduardo Cunha am 5. Mai 2016 sein Abgeordnetenmandat vom Obersten Bundesgericht entzogen worden war, amtierte Maranhão bis zum 14. Juli 2016 übergangsweise als Präsident und annullierte am 9. Mai 2016 den Kammerbeschluss bezüglich Rousseffs Amtsenthebungsverfahren, da er seiner Meinung nach fehlerhaft gewesen sei und Cunha das Verfahren nur zur Ablenkung von den Skandalen zu seiner eigenen Person initiiert hätte, was Maranhão aber den Vorwurf einer rein politischen Einflussnahme und juristisch nicht haltbaren Entscheidung einbrachte. Der Präsident des Bundessenats, Renan Calheiros kündigte entgegen Maranhãos Entscheidung die Aufrechterhaltung der anstehenden Abstimmung im Senat an, so dass Maranhão noch am Abend die Annullierung zurücknahm und am 10. Mai bekannt gab, dass er keine weiteren Versuche diesbezüglich unternehmen werde. Dies machte den Weg frei für die Abstimmung im Senat am 12. Mai 2016 und die folgende Suspendierung von Präsidentin Rousseff für die nächsten 180 Tage.
Sein Vorgehen vom 9. Mai 2016 führte zu einer sofortigen Petition von Abgeordneten der Oppositionsparteien Democratas (DEM), Partido Social Democrático (PSD) und Partido Popular Socialista (PPS) an das Präsidium der Abgeordnetenkammer, das nach ihren Beratungen den Fall Maranhão an den Ethikrat der Kammer, dem Conselho de Ética e Decoro Parlamentar da Câmara dos Deputados do Brasil (Rat für Ethik und parlamentarischen Anstand) geben soll. Zudem wurde ihm mit dem Ausschluss aus dem Partido Progressista (PP) gedroht.

## Kontroversen
Waldir Maranhão ist Ziel dreier Ermittlungen des Obersten Gerichtshofes, dem Supremo Tribunal Federal (STF).
2013 wurde sein Name im Rahmen der Operação Miqueias genannt sowie anlässlich der Operation Lava Jato.
Die Presse bezeichnete ihn als „Geister-Professor“ („professor fantasma“), nachdem bekannt geworden war, dass er nach Antritt als Bundesabgeordneter 2007 weiterhin stillschweigend Gehalt von rund R$ 16.000 monatlich als Hochschulangehöriger von der Universidade Estadual do Maranhão bezogen hatte, obwohl ihm die Unrechtmäßigkeit bekannt war. Dies wurde erst nach einer Finanzrevision der UEMA durch den neuen Rektor der Universität 2016 bekannt gegeben.